# Jörg Mattheis
Jörg Mattheis (* 22. April 1944 in Rockenhausen) ist ein ehemaliger deutscher Leichtathlet. Für die Bundesrepublik Deutschland startend gewann er bei den Europameisterschaften 1966 die Silbermedaille im Zehnkampf.

## Sportliche Laufbahn
Mattheis startete zunächst für die TSG Eisenberg, danach für den ASV Köln und gehörte ab 1966 dem USC Mainz an. In seiner Wettkampfzeit war er 1,85 m groß und wog 86 kg.
Die 1966 von Mattheis bei den Europameisterschaften erzielten 7614 Punkte entsprechen 7478 Punkten nach der Tabelle von 1985. Seine Leistungen in den Einzeldisziplinen waren: 11,3 s (100 m) – 7,17 m (Weitsprung) – 14,45 m (Kugelstoßen) – 1,88 m (Hochsprung) – 50,0 s (400 m) – 16,2 s (110 m Hürden) – 45,48 m (Diskuswurf) – 3,70 m (Stabhochsprung) – 67,98 m (Speerwurf) – 4:26,9 min (1500 m).
Bei Deutschen Meisterschaften wurde er 1965 und 1966 jeweils Dritter im Zehnkampf. 1966 gewann er mit dem USC Mainz die Mannschaftswertung.
Für seine sportlichen Erfolge erhielt er am 1. Mai 1967 das Silberne Lorbeerblatt.

## Beruf
Nach dem Studium der Zahnmedizin an der Johannes-Gutenberg-Universität Mainz und der Promotion ließ Mattheis sich in Eisenberg (Pfalz) als Zahnarzt nieder.